# 约瑟夫·波普尔-林扣斯

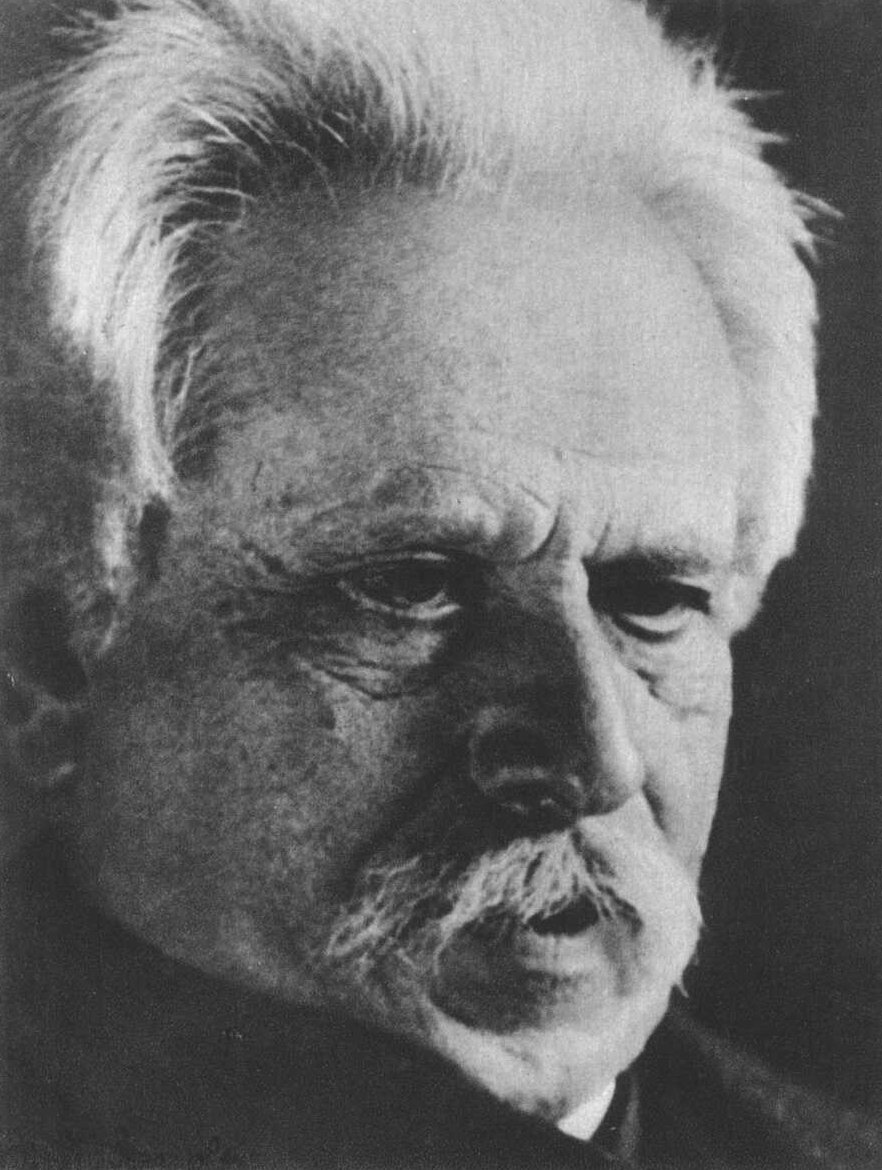
约瑟夫·波普尔-林扣斯 1917年

约瑟夫·波普尔-林扣斯（英語：Josef Popper-Lynkeus，1838年2月21日—1921年12月22日）是一名出生于科林（现今捷克共和国境内）犹太人区的奥地利学者、作家及发明家。

## 教育
波普尔-林扣斯在布拉格理工学院和维也纳理工学院接受高等教育，于1859年毕业于后者。
在人文学科领域，他在维也纳大学进行了不同的讲座，并研究他有兴趣科目的学术文献。

## 发明
从维也纳理工学院毕业后，波普尔-林扣斯在一家私人公司任职工程师两年。在1862-1866年间，他作为导师，有时也担任讲师，而自1867-1897年间，他私下研究不同的发明。1868年，他构建了一个用于防止蒸汽锅炉内壁积累鳞屑的衬垫系统。这和其它一些发明让他能独立于封闭的学术组织和机构之外，在工程学、物理学、社会及伦理哲学方面的成就奠定了基础。

## 创意
波普尔-林扣斯的创意在当时是革新的。工程学方面，1862年他想到电力传输的可能性，利用瀑布和涨潮的机械动能转化为电力。物理学上，他想到质量和能量的关系（1883）以及能量的量子意识（1884），在使用测量工具检测物件时不可避免的参数偏差的原则。心理学方面，他想到基于分析个人的社会意识及其动物本能之间的冲突来诠释梦（短篇故事《清醒的梦境》Dreaming like Waking，1889）。比西奥多·赫茨尔（Theodore Herzl）早几年，在《俾斯麦皇子与反犹太主义》（1886）一文中，波普尔-林扣斯的结论认为犹太人只能拥有属于自己的国家才能脱离反犹太主义的祸害。他认为建立这样的国家的需要十分迫切。在建国初期，政权形式并不重要，即使君主制度也是合适的。
之前提及的短篇故事和其它一些哲学故事集中起来，在1899年出版的《现实主义者的梦想》（Fantasies of a Realist） 一书中发表，该书已付印了二十版。从此，波普尔-林扣斯化名林扣斯，名字来自希腊神话以观察锐利见称的阿尔戈船的舵手，在歌德的《浮士德》中也有记载。在这些故事集当中，波普尔-林扣斯在众多见解中强调三点：
- 进行曲（marching music）对群众的影响力
- 一些刑罚的权宜性
- 每一个体存在的权利

波普尔-林扣斯提及音乐对群众的强大力量。他指出进行曲往往是暴政的副产品，让群众变成一块可以任意塑造的面团。他的这一思想和列夫·托尔斯泰（Leo Tolstoy）的“那些想得到更多奴隶的人应多创作行进音乐。”一语相近似。
在司法领域，波普尔-林扣斯认为犯罪的主要刑罚就是让罪行公开，而只针对惯犯作出孤立或囚禁处理。据他所言，存在是每一个人享有的自然和主要的权利，因此任何政府也不应在没有得到他、她的同意下将其处死。他也是强制服兵役的倡导者，但主张只有志愿者才能被送到战场上。

## 社会体系
从《生存的权利与死亡的义务》（1878）（The Right to Live and the Duty to Die）到《解决社会问题的通用公务制度》（1912）（The Universal Civil Service as a Solution of a Social Problem），波普尔-林扣斯在这一系列著作中，设计了他自己的社会体系，保障所有个人得到主要的生活所需。
据他所言，社会有义务给予其成员生活的必需品——食物、衣服及住房，以及必需的服务——公共医疗、养育及教育。但每一个健康的成员，在劳动服务的架构内，必须从事一些不需求中高特殊教育经历、和构成国家经济的物质基础方面相关的工作，例如采矿、伐木、农作、建筑等。他或她也将从事生活品的制作及提供基础服务。
在波普尔-林扣斯看来，一个公正的人类社会不是经由暴力革命产生，而是在推动信仰和共识的过程获得的果实。在这社会，每一个人在其生命中历经四个社会年龄阶段（第三阶段或者可以省略）：
1. 教育的（直至18周岁）
2. 自然经济的（男性直至30周岁，女性至25周岁）
3. 财务经济的
4. 退休的（每一社会成员可以自定最后两个阶段的界线）

在第二阶段内，每一健康的成员都必须献身参与劳动服务，从而得到免费享有整辈子基本需要的资格。
在第三阶段社会成员如希望工作，可以在政府或私人机关从事财经活动（如选择后者，可以作为雇员或成为自由企业家）。他们接受劳动的报酬，用于购买商品或获得非基本的服务。
在前述最后两个社会年龄阶段，个人是自由的。这种自由在最初的两个阶段不存在，那时人们只不过是在成长期中渐渐得到自由并最终明白自由的意义。波普尔-林扣斯还注意到随着科技的发展，第二阶段的时间会逐渐减少，与此同时，所谓主要生活必需品和服务的概念范畴也会扩大。
波普尔-林扣斯认为在建立社会系统的条件中最重要的是培养第一社会阶段的一代以某些特质，诸如对他人互相尊重和友爱，对工作的热爱，对错误需求的背离，养成理性运用空闲时间的习惯。

## 影响
在波普尔-林扣斯的众多仰慕者中，有物理学家阿尔伯特·爱因斯坦、恩斯特·马赫；哲学家马丁·布伯、雨果·伯格曼（Hugo Bergman）；化学家威廉·奥斯特瓦尔德；数学家理查德·冯·米泽斯；统计学家卡尔·巴洛特（Karl Ballod）；生理学家菲尔多·鲍尔（Theodor Bauer）；心理学家西格蒙德·弗洛伊德；作家马克斯·勃罗德（Max Brod）、斯蒂芬·茨威格和阿图尔·施尼茨勒（Arthur Schnitzler），以及修正犹太复国主义的创始人泽夫·雅勃廷斯基（Ze'ev Jabotinsky）。
雅勃廷斯基指出在波普尔-林扣斯的五种基本需求组成即：食物、衣服、住房、医疗及教育中，缺少任何一样就像一个“空洞”，“人类社会就像一个幼儿园，这里有五个缺少五种组成要素的洞穴。儿童在这里玩耍会有掉进洞穴的危险。普鲁士卫队就扮演拿着写上:『不要往右边走！』或者『不要往左边走！』字眼的持盾角色。跟随波普尔-林扣斯，我建议把这些洞穴都封闭起来让儿童有机会自由自在地玩耍。”
1918年2月21日，在约瑟夫·波普尔-林扣斯八十大寿那天，他的追随者物理与心理学家弗里兹·维特尔及作家华特·马库斯在维也纳成立了联合食物服务（Universal Food Service）。之后几年，该组织出版了同名的刊物。它运作了二十年，在奥地利被德国吞并时被解散。
1921年12月22日，约瑟夫·波普尔-林扣斯逝世。为纪念他的功绩及成就，维也纳在他生命最后几年住所所在的街道以他的名字冠名。
约瑟夫·波普尔诞辰150周年纪念当晚，为了研究他的思想及推进他的见解，美因河畔法兰克福-歌德大学成立了一个基金组织。
2007年7月，特拉维夫雅法省区决定雅法的一条街道以波普尔-林扣斯命名。

## 书目提要

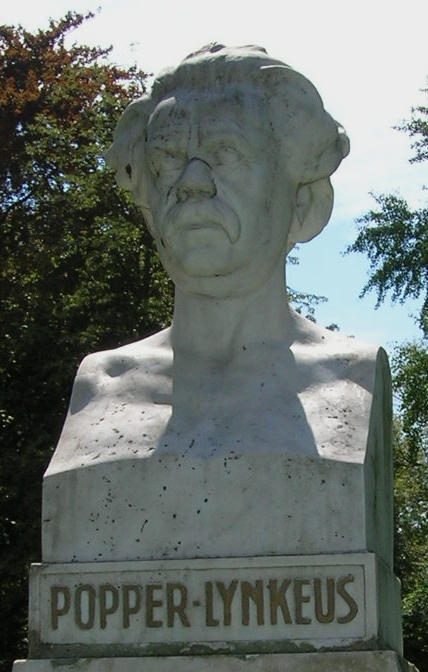
约瑟夫·波普尔-林扣斯的半身塑像，由Hugo Taglang雕塑，位于维亚纳市政厅的花园内

约瑟夫·波普尔-林扣斯的作品全部用德文撰写。以下是其作品部分列表，包括其去世后出版的：
- 《伦理世界的秩序》（Moral World Order，1877);
- 《科技进展的伦理与文化意义》（The Ethical and Cultural Meaning of Technological Progress，1886);
- 《伏尔泰》（Voltaire，1905);
- 《电力传输的物理基础》（On the Physical Foundations of Electric Power Transmission ，1905);
- 《飞行机器及鸟，飞行技术的历史与批判研究》（Flight of Machines and Birds. A Historical-Critical Aero Technical In-vestigation，1911);
- 《自传》（Autobiography ，1917),
- 《战争，军事服务，立法》（War, Military Service, State Legislation (1921);
- 《刑法的哲学》（Philosophy of Criminal Law (1924);
- 《我和社会共识》（I and Social Conscience (1924);
- 《哲学和知识的必要性主旨》（On the Main Notions of Philosophy and Certainty of Our Knowledge (1924).

德语：
- Das Recht zu leben und Die Pflicht zu sterben - Sozialphilosophische Betrachtungen anknüpfend an die Bedeutung Voltaires für die neuere Zeit. Wien-Leipzig: R. Löwit Verlag 1878 - 1924
- Phantasien eines Realisten. Dresden: Carl Reissner 1899
- Selbstbiographie. Im Anhang 3 Briefe von Julius Robert Mayer; Poppers Arbeit über J. R. Mayers 'Mechanik der Wärme; Historisches zur elektrischen Kraftübertragung; Einige Besprechungen der 'Phantasien eines Realisten' und chronologisches Verzeichnis der Schriften des Verfassers u.a. Leipzig: Verlag Unesma 1917
- Krieg, Wehrpflicht und Staatsverfassung. Wien-Berlin-Leipzig-München: Rikola Verlag 1921
- Die allgemeine Nährpflicht. Im Auftrage des Verfassers nach seinem Tod herausgegeben von Margit Ornstein, Wien-Leipzig-München: Rikola Verlag 1923
- Über Religion. Im Auftrage des Verfassers aus seinem literarischen Nachlasse herausgegeben von Margit Ornstein, Wien-Leipzig: R. Löwit Verlag 1924
- Fürst Bismarck und der Antisemitismus. Wien-Leipzig: R. Löwit Verlag 1925
- Voltaire. Im Auftrage des Verfassers herausgegeben von Margit Ornstein, Wien-Leipzig: R. Löwit Verlag 1925
- Gespräche. mitgeteilt von Margit Ornstein und Heinrich Löwy, Wien-Leipzig: R. Löwit Verlag 1925

## 扩展阅读

### 德语
- Richard Schwartz ，Ratenau, Goldshtein, 《波普尔-林扣斯及其社会体系》(1919)
- Fritz Wittels，《贫穷的终结》（1922年，1925年翻译为英语）
- Adolph Gelber，《约瑟夫·波普尔-林扣斯，其人生与活动》(1922)
- Emil Feldes，《明天的人》（一部描绘约瑟夫波普尔林扣斯的社会原则写成的小说）
- Felix Frenkel，《联合食物服务与泛欧洲》(1924)
- Heinrich Levi，《波普尔-林扣斯的知识论及其与MACH哲学的关系》(1932)
- Robert Plank，《社会工程师》(1938)

### 希伯来语
- Israel Doryon，《林扣斯的帝国》 （纪念波普尔林扣斯诞辰100周年1939年在耶路撒冷出版）
- Israel Doryon，《为存在而挣扎的终结》（1954年，含阿尔伯特·爱因斯坦同年2月写的序言）
- Mendel Singer，《波普尔-林扣斯 – 人文主义者》 （50周年诞辰纪念，1971年）
- Israel Doryon，《波普尔-林扣斯 –存在问题的解决》（60周年诞辰纪念，1981年）
- Ephraim Wolf，《约瑟夫·波普尔-林扣斯 – 伟大的人文学者及多面思想家》 （1996年，俄罗斯原版在1997年于莫斯科出版）

### 英语
- 阿尔伯特·爱因斯坦，《我的世界观》 The World As I See It (1932)
- Henry Wachtel，《所有自由企业的保障》 （1954年，含含阿尔伯特·爱因斯坦同年写的序言）